# Алтенбург (Міссурі)
Алтенбург (англ. Altenburg) — місто (англ. city) в США, в окрузі Перрі штату Міссурі. Населення — 341 особа (2020).

## Географія
Алтенбург розташований за координатами 37°37′50″ пн. ш. 89°35′9″ зх. д. / 37.63056° пн. ш. 89.58583° зх. д. (37.630441, -89.585897).  За даними Бюро перепису населення США в 2010 році місто мало площу 2,72 км², уся площа — суходіл.

## Демографія
Згідно з переписом 2010 року, у місті мешкали 352 особи в 138 домогосподарствах у складі 97 родин. Густота населення становила 129 осіб/км².  Було 152 помешкання (56/км²).
Расовий склад населення:
| - 99,1 % — білих - 0,3 % — чорних або афроамериканців |

До двох чи більше рас належало 0,6 %. Частка іспаномовних становила 0,0 % від усіх жителів.
За віковим діапазоном населення розподілялося таким чином: 27,0 % — особи молодші 18 років, 59,4 % — особи у віці 18—64 років, 13,6 % — особи у віці 65 років та старші. Медіана віку мешканця становила 37,0 року. На 100 осіб жіночої статі у місті припадало 94,5 чоловіків;  на 100 жінок у віці від 18 років та старших — 87,6 чоловіків також старших 18 років.
Середній дохід на одне домашнє господарство  становив 59 941 долар США (медіана — 58 603), а середній дохід на одну сім'ю — 72 254 долари (медіана — 70 192). Медіана доходів становила 47 125 доларів для чоловіків та 30 750 доларів для жінок. За межею бідності перебувало 3,8 % осіб, у тому числі 1,6 % дітей у віці до 18 років та 21,7 % осіб у віці 65 років та старших.
Цивільне працевлаштоване населення становило 287 осіб. Основні галузі зайнятості: виробництво — 27,9 %, освіта, охорона здоров'я та соціальна допомога — 26,5 %, роздрібна торгівля — 14,6 %, науковці, спеціалісти, менеджери — 7,0 %.